# Heraclia egregia
Heraclia egregia là một loài bướm đêm trong họ Noctuidae.